# Torsjön (Vissefjärda socken, Småland)
Torsjön är en sjö i Emmaboda kommun i Småland och ingår i Hagbyåns huvudavrinningsområde. Sjön har en area på 0,154 kvadratkilometer och ligger 96,8 meter över havet. Vid provfiske har bland annat abborre, braxen, gädda och mört fångats i sjön.

## Delavrinningsområde
Torsjön ingår i det delavrinningsområde (627262-149853) som SMHI kallar för Namn saknas. Medelhöjden är 107 meter över havet och ytan är 22,75 kvadratkilometer. Det finns ett avrinningsområde uppströms, och räknas det in blir den ackumulerade arean 72,56 kvadratkilometer. Svartabäcken som avvattnar avrinningsområdet har biflödesordning 2, vilket innebär att vattnet flödar genom totalt 2 vattendrag innan det når havet efter 38 kilometer. Avrinningsområdet består mestadels av skog (82 %). Avrinningsområdet har 1,15 kvadratkilometer vattenytor vilket ger det en sjöprocent på 5,1 %.

## Fisk
Vid provfiske har följande fisk fångats i sjön:
- Abborre
- Braxen
- Gädda
- Mört
- Sarv
- Sutare